# James J. Corbett
James John Corbett (São Francisco, 1.º de setembro de 1866 – Nova Iorque, 18 de fevereiro de 1933) foi um pugilista americano, campeão mundial dos pesos-pesados entre 1892 e 1897.

## Biografia
James Corbett foi considerado um inovador na arte de boxear, devido a sua nova e apurada técnica de luta, sendo que para muitos historiadores foi a partir de Corbett que o boxe deixou de ser encarado como uma mera briga entre duas pessoas e passou a ser considerado realmente como uma prática esportiva.
Corbett iniciou sua carreira no boxe em 1886, um ano depois das regras do Marquês de Queensberry se tornarem mandatórias, o que marcou o início da era moderna do boxe. Seu estilo de luta era muito diferente ao dos demais boxeadores de seu tempo e, com isso, Corbett foi capaz de ir acumulando vitórias atrás de vitórias.
Finalmente, em 1892, James Corbett teve a oportunidade de lutar pelo título mundial dos pesos-pesados, quando desafiou o grande campeão John L. Sullivan. Esquivando-se dos diretos de Sullivan e usando jabs para minar seu oponente, Corbett surpreendeu a todos quando nocauteou o campeão no 21.º assalto.
Uma vez campeão mundial dos pesos-pesados, Corbett conseguiu defender seu título uma única vez, quando, em 1894, nocauteou o renomado pugilista britânico Charley Mitchell. Apesar da vitória contra Mitchell, Corbett vinha se descuidando nas preparações para as lutas, por conta de sua vida desregrada e seu problema com o alcoolismo.
Desta forma, em 1897, a inevitável perda de sua hegemonia acabou acontecendo, quando James Corbett foi nocauteado pelo britânico Bob Fitzsimmons. Após perder seu cinturão, Corbett ainda disputou mais quatro lutas, tendo perdido três delas. Incapaz de exibir uma recuperação, em 1903, Corbett decidiu encerrar sua carreira. 
Após largar o boxe, Corbett decidiu realizar seu sonho de se tornar um ator e, entre 1913 e 1930, apareceu em alguns poucos filmes de baixo orçamento. 
Faleceu em 1933, aos 77 anos de idade, tendo sido sepultado no Cypress Hills Cemetery, no Brooklyn.
Em 1990, James Corbett fez parte da primeira seleção de boxeadores que entraram para a galeria dos mais distintos boxeadores de todos os tempos, que hoje estão imortalizados no International Boxing Hall of Fame.

## James Corbett nas telas de cinema

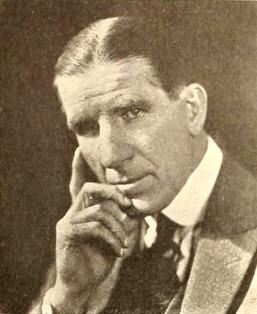
James J. Corbett no seriado The Midnight Man (1919)

Em 1894, o mais antigo estúdio de cinema estadunidense, Edison Studios, de Thomas Edison, filmou uma exibição de boxe entre James J. Corbett e Peter Courtney, para ser mostrado no aparelho inventado por Edison, o Cinetógrafo. A luta consistia de seis rounds de um minuto.
Em 1897, a luta entre Corbett e Bob Fitzsimmons foi documentada, filmada pela Veriscope Company.
Em 1898, Siegmund Lubin filmou a luta entre Corbett e Sailor Sharkey.
Além dos documentários, Corbett atuou em vários filmes e seriados, entre eles The Midnight Man, em 1919, lançado pela Universal Pictures. 